# Yusha (chanson)
Singles de Yoasobi
Idol
(2023) Biri-Biri
(2023)
Yūsha (勇者, littéralement Héros ; également appelée  The Brave dans sa version anglaise) est une chanson du duo japonais Yoasobi issue de leur troisième EP, The Book 3 (en) publié en 2023. Elle sort en single le 29 septembre 2023 chez Sony Music Entertainment Japan et sert de premier thème d'ouverture de l'anime Frieren: Beyond Journey's End sorti en 2023.
Écrite par Ayase et basée sur la nouvelle Fanfare for Frieren écrite par Jirō Kiso, la chanson exprime les émotions et les souvenirs du protagoniste Frieren envers le héros Himmel. Sur le plan commercial, Yūsha atteint la deuxième place du Billboard Japan Hot 100 et la troisième place du Oricon Combined Singles Chart, et est certifiée disque de platine en streaming par la Recording Industry Association of Japan (RIAJ).

## Contexte et sortie
En septembre 2022, l'adaptation en anime de la série de mangas de Kanehito Yamada (ja) et Tsukasa Abe (ja), Frieren: Beyond Journey's End, est annoncée pour la première fois. Un an plus tard, le 1re septembre 2023, la troisième bande-annonce est diffusée, annonçant les premiers thèmes d'ouverture et de fin, Yūsha de Yoasobi en ouverture et Anytime Anywhere (en) de Milet, en générique de fin. Le même jour, le duo annonce son troisième EP The Book 3, qui sort le 4 octobre et dont Yūsha est le premier titre.
Avant la sortie de « Yūsha », Yoasobi, aux côtés de Milet, a fait une apparition numérique lors de la projection complète de Frieren : Beyond Journey's End le 23 septembre, parlant des thèmes[5] Le 27 septembre, le duo annonce que la chanson sera publiée en tant que single sur les plateformes de musique numérique et de streaming les deux jours suivants, le même jour que la première des quatre premiers épisodes de deux heures. La version anglaise, The Brave, traduite par Konnie Aoki, sort le 24 novembre et figure sur le troisième EP en anglais du duo, E-Side 3, qui sort le 12 avril 2024.

## Paroles et composition
La source de Yūsha est la nouvelle Fanfare for Frieren (奏送, Sōsō), écrite par Jirō Kiso et supervisée par le mangaka Yamada. Il raconte la visite de la protagoniste Frieren dans une petite ville appelée « Music City », cinq ans après la mort du héros Himmel. Elle reçoit une requête délicate de la part d'une vieille femme qu'elle rencontre dans un lieu rempli de musique.
Malgré des sonorités funky et entraînantes, Yūsha incorpore les changements émotionnels et les souvenirs du personnage principal Frieren envers le héros Himmel, exprimant l'atmosphère solitaire et mélancolique de l'anime. À l'origine, le thème d'ouverture devait se concentrer sur la vision du monde du voyage de Frieren, mais Ayase et Shuya Yamamoto, le directeur créatif du duo, n'étaient pas satisfaits parce que la chanson mettait « un peu trop l'accent sur l'atmosphère ». Ayase a donc décidé de retravailler la chanson avant de la soumettre à l'équipe de l'anim..

## Retours critiques
Mie Sugiura du magazine Rockin'On Japan (en) trouve la chanson « grandiose » mais aussi « délicate et chaleureuse », car elle montre parfaitement l'ambiance de l'anime mais aussi parce qu'elle elle fait un lien avec le single Shukufuku (2022) de Yoasobi, thème d'ouverture pour Mobile Suit Gundam : The Witch de Mercure, qui souligne le « sens de la vie ».
Eriko Ishii, écrivant pour Real Sound, admire les paroles qui ressemblent à des mots surgissant les uns après les autres avec un certain style oriental. Elle fait également l'éloge de la voix d'Ikura, qui « raisonne jusqu'à la mélodie suivante et transmet une formidable sensation de vitesse ». The Nerd Stash classe la chanson au sixième rang des meilleures chansons d'ouverture d'anime de 2023. Par ailleurs on retrouve dans ce même classement Idol de Yoasobi en première position.

## Performances commerciales
Yūsha débute à la neuvième place du classement du Billboard Japan Hot 100 pour l'édition du 4 octobre 2023, avec 22 086 ventes numériques, 2 426 245 écoutes sur plateformes numériques (streams) et 5,2 millions de vues pour le clip vidéo. La semaine d'après, la chanson se positionne à la deuxième place, juste derrière Show de l'artiste Ado. Bien que les ventes numériques de la chanson aient légèrement baissées avec 21 267 unités la deuxième semaine, les streams et visionnages ont augmenté avec respectivement 8,1 millions et 9 millions. La chanson a également atteint la première place du classement Download Songs pendant deux semaines consécutives,, la quatrième des classements streaming. Quatrième également du classement Hot Animation à son démarrage,, elle atteint la première place la semaine suivante.
Dans le classement Oricon, Yūsha entre à la première place du classement Digital Singles (Single Track) Chart du 9 octobre 2023, avec 25 958 téléchargements? C'est la treizième chanson de Yoasobi à atteindre cette place, Yoasobi devenant ainsi le deuxième groupe avec le plus de chansons à la première place derrière Kenshi Yonezu avec 14 titres. La chanson occupe la première place du classement pendant trois semaines consécutives. La chanson se classe également à la quatrième place du classement Streaming, à la troisième place du classement Combined Singles et à la septième place du classement Physical Singles.
En février 2024, Yūsha est certifié disque de platine par la Recording Industry Association of Japan (RIAJ) après avoir dépassé les 100 millions de streams au Japon.

## Clip vidéo
Le clip vidéo de Yūsha est diffusé le 29 septembre 2023 à 23:00 JST, peu après la diffusion des quatre premiers épisodes de Frieren : Beyond Journey's End. 
Il est réalisé par Keiichirō Saitō, et produit par le studio Madhouse, qui ont tous deux travaillé sur l'anime. Le visuel dépeint une aventure du groupe héroïque composé de Frieren, du héros Himmel, du guerrier Eisen, et du prêtre Heiter avec les mêmes visuels que l'anime. Le clip de la version anglaise est mis en ligne le 24 novembre 2023.

## Promotion et concert
Pour promouvoir Yūsha, Yoasobi donne des interviews dans plusieurs médias notamment ZIP! (ja), News Every (ja), Oggi (édition du mois de novembre), et Weekly Shōnen Sunday (deuxième numéro de 2024).
Le duo joue pour la première fois Yūsha lors du festival Nex_Fest le 3 novembre 2023. La chanson est ajoutée à la setlist de la tournée Music of the Spheres du groupe de rock britannique Coldplay lors de leur passage à Tokyo.
Elle est ensuite jouée à plusieurs reprises notamment lors de la première tournée asiatique de Yoasobi en 2023-2024, de la tournée Pop Out Zepp Tour, et de leur passage à Coachella. Le duo interprète Yūsha à la télévision pour la première fois lors du premier épisode spécial de deux heures de With Music.

## Distinctions
| Cérémonie                      | Année | Prix                           | Résultat                 | Ref.   |
| ------------------------------ | ----- | ------------------------------ | ------------------------ | ------ |
| Prix de AnimaniA Awards        | 2024  | Meilleure chanson d'anime      | En attente d'attribution | [ 44 ] |
| Anime Grand Prix               | 2024  | Best Theme Song                | 6e place                 | [ 45 ] |
| Prix de Asian Pop Music Awards | 2023  | Meilleure OST                  | Nomination               | [ 46 ] |
| Anime Trending Awards          | 2025  | Chanson d'ouverture de l'année | En attente d'attribution | [ 47 ] |

## Pistes
| 1. | Yūsha (勇者) | 3:14 |

| 1. | The Brave | 3:14 |

| 1. | Yūsha                | 3:14 |
| 2. | The Brave            | 3:14 |
| 3. | Yūsha (anime edit)   | 1:32 |
| 4. | Yūsha (instrumental) | 3:14 |

## Crédits
Tous les crédits sont issus du livret de l'album.
- Ayase : auteur, producteur
- Ikura : chant
- Jirō Kiso : scénariste de l'histoire de base
- Konnie Aoki : paroles des chœurs, paroles en anglais
- Imani J. Dawson : chœurs
- Ebony Bowens : chœurs
- Mimiko Goldstein : chœurs
- Marrista : chœurs
- Sofia Ray : chœurs
- Shore Cienna : chœurs
- Haley Lewis : chœurs
- Jonas Gen Whitaker : chœurs
- Missy Suzuki : chœurs
- Ivy : chœurs
- Velvet : chœurs
- Emily : chœurs
- Takayuki Saitō : enregistrement vocal
- Kunio Nishikawara : enregistrement des chœurs
- Yūki Iwata : enregistrement des chœur
- Masahiko Fukui : mixage
- Hidekazu Sakai : mastering

## Historique des sorties
| Région | Date              | Format                                   | Version                                            | Label       | Ref.   |
| ------ | ----------------- | ---------------------------------------- | -------------------------------------------------- | ----------- | ------ |
| Global | 29 septembre 2023 | Format digital, Plateformes de Streaming | Original                                           | Sony Japon  | [ 49 ] |
| Global | 24 novembre 2023  | Format digital, Plateformes de Streaming | Anglaise                                           | Sony Japon  | [ 50 ] |
| Japon  | 13 décembre 2023  | CD unique                                | CD en édition limitée comprenant les deux versions | Sony Japon  | [ 51 ] |
| Taïwan | 29 décembre 2023  | CD unique                                | CD en édition limitée comprenant les deux versions | Sony Taïwan | [ 52 ] |